# 柚木さんちの四兄弟。
『柚木さんちの四兄弟。』（ゆずきさんちのよんきょうだい）は、藤沢志月による日本の漫画作品。『ベツコミ』（小学館）にて、2018年9月号より連載中。
第66回小学館漫画賞少女向け部門を受賞した。単行本の累計発行部数は2025年2月時点で185万部を突破している。
メディアミックスとして、2023年10月から12月まで朱夏によるテレビアニメが放送された。2024年5月から7月までテレビドラマがNHK総合「夜ドラ」枠で放送された。

## あらすじ
2年前に両親を亡くした柚木家は、男だけで暮らす4人兄弟。親代わりをしている長男・隼は23歳で教職に就いている。しっかり者の次男・尊とやんちゃな三男・湊はどちらも中学一年生。尊は4月生まれで湊は3月に生まれたため、年子だが同じ学年となった。四男・岳は小学一年生だが、落ち着いていてとても大人びた子供だ。彼らは不満や寂しさ、嫉妬など、それぞれの気持ちを抱えながらも、お互いを思いやり、助け合って生きていく。

## 登場人物
声の項はテレビアニメ版における声優。演の項はテレビドラマ版における俳優。

### 柚木家
本作の主人公達。
柚木 隼（ゆずき はやと）
声 - 岩崎諒太 / 演 - 藤原大祐
長男。23歳にして一家の大黒柱を担う。海星大学付属高校の教師で、担当は世界史。両親は2年前に亡くなった。
柚木 尊（ゆずき みこと）
声 - 戸谷菊之介、日向未南（幼少期）/ 演 - 大野遥斗
次男。4月生まれの13歳。海星大学付属中学校に通う中学1年生。同学年で同じ兄弟でありながらも湊よりも背が高い。兄弟の気持ちを親身に考える優しい性格で湊のことが大好きなブラコンである。
柚木 湊（ゆずき みなと）
声 - 櫻井みゆき / 演 - 山口暖人
三男。3月生まれの12歳。海星大学付属中学校に通う中学1年生。尊とは別クラス。兄弟の中ではやんちゃな性格。料理などの家事は上手くないが、家族の役に立ちたいと思っているが空回りしている。
柚木 岳（ゆずき がくと）
声 - 寺澤百花 / 演 - 永瀬矢紘
四男。6歳。星崎市立光ヶ原小学校に通う小学1年生。兄弟の中では一番のしっかり者だが年少だけに亡くなった両親の記憶は朧気で気にしているところがある。

### 柚木家を取り巻く人々
霧島 宇多（きりしま うた）
声 - 松岡美里 / 演 - 泉有乃
湊の一番の親友であり、クラスメイト。柚木家の向かいに住んでいる。空手を習っている。
霧島 和歌（きりしま わか）
声 - 唯野あかり / 演 - 七瀬瑠斗
宇多の弟で、岳とは同級生。
霧島 咲（きりしま さき）
声 - M・A・O / 演 - 臼田あさ美
宇多と和歌の母。婦人警官。
霧島 虎次郎（きりしま こじろう）
声 - 立木文彦 / 演 - イッセー尾形
宇多と和歌の祖父で、咲の父。岳の親友。
二階堂 悠真（にかいどう ゆうま）
声 - 國府咲月 / 演 - 山城琉飛
湊と宇多のクラスメイト。勉強が得意で頼られている。

## 書誌情報
- 藤沢志月『柚木さんちの四兄弟。』小学館〈フラワーコミックス〉、既刊20巻（2025年6月26日現在）
  1. 2018年12月26日発売[9][10]、ISBN 978-4-09-870238-1
  2. 2019年4月26日発売[11]、ISBN 978-4-09-870440-8
  3. 2019年7月26日発売[12]、ISBN 978-4-09-870521-4
  4. 2019年10月25日発売[13]、ISBN 978-4-09-870634-1
  5. 2020年2月26日発売[14]、ISBN 978-4-09-870756-0
  6. 2020年6月26日発売[15]、ISBN 978-4-09-870874-1
  7. 2020年9月25日発売[16]、ISBN 978-4-09-871146-8
  8. 2021年2月25日発売[17]、ISBN 978-4-09-871237-3
  9. 2021年7月26日発売[18]、ISBN 978-4-09-871304-2
  10. 2022年1月26日発売[19]、ISBN 978-4-09-871567-1
  11. 2022年5月26日発売[20]、ISBN 978-4-09-871662-3
  12. 2022年9月26日発売[21]、ISBN 978-4-09-871706-4
  13. 2023年1月26日発売[22]、ISBN 978-4-09-871865-8
  14. 2023年5月25日発売[23]、ISBN 978-4-09-872097-2
  15. 2023年9月26日発売[24]、ISBN 978-4-09-872237-2
  16. 2023年12月26日発売[25]、ISBN 978-4-09-872375-1
  17. 2024年5月24日発売[26]、ISBN 978-4-09-872580-9
  18. 2024年9月26日発売[27]、ISBN 978-4-09-872665-3
  19. 2025年2月26日発売[3]、ISBN 978-4-09-872887-9
  20. 2025年6月26日発売[28]、ISBN 978-4-09-873060-5

ノベライズ
- 絵・原作：藤沢志月、著：橋口いくよ『小説 柚木さんちの四兄弟。』小学館〈小学館ジュニア文庫〉、全2巻
  1. 2023年10月5日発売[29]、ISBN 978-4-09-231468-9
  2. 2023年10月5日発売[30]、ISBN 978-4-09-231469-6

## テレビアニメ
2023年10月から12月までAT-Xほかにて放送された。

### スタッフ
- 原作 - 藤沢志月[6]
- 監督・音響監督 - 本郷みつる[6]
- キャラクターデザイン・総作画監督 - 田中織枝[6]
- 演出チーフ - 川崎芳樹[31]
- レイアウト監修 - 川添政和[31]
- 衣装デザイン - 尾井久郎[31]
- プロップデザイン - 相澤楓[31]
- 色彩設計 - 田中美穂[31]
- 美術 - 渋谷幸弘[31]
- 美術設定 - GAKIpro Astudio
- 撮影 - 並木智[31]
- 編集 - 長坂智樹[31]
- 音響効果 - 倉橋裕宗
- 音響制作 - ビットグルーヴプロモーション
- 音楽 - 周防義和[6]
- 音楽制作 - エイベックス・ピクチャーズ
- プロデューサー - 西浩子、佐々木美記、杉浦美沙紀、大和田智之、渡瀬昌太、小笠原由記、藤江将希、平岡萌々子（第8話まで）→山岡実菜（第9話から）
- ゼネラルプロデューサー - 飯泉朝一、岡本順哉、萩原良輔、山崎明日香、外川明宏、金庭こず恵、中川岳、福井詔雄
- アニメーションプロデューサー - 佐藤由美
- アニメーション制作 - 朱夏[6]
- 製作 - 「柚木さんちの四兄弟。」製作委員会（エイベックス・ピクチャーズ、小学館、ぴえろ、日本BS放送、エー・ティー・エックス、ムービック、U-NEXT、A-Sketch、東京メトロポリタンテレビジョン、ビットグルーヴプロモーション）

### 主題歌
「泣いていいんだ」
flumpoolによるオープニングテーマ。作詞は山村隆太、作曲は阪井一生、編曲は津波幸平。
「ささくれ」
久保あおいによるエンディングテーマ。作詞・作曲はトミタカズキ、編曲はZENTA。

### 各話リスト
| 話数   | サブタイトル   | 脚色       | 絵コンテ   | 演出       | 作画監督                                       | 初放送日       |
| ------ | -------------- | ---------- | ---------- | ---------- | ---------------------------------------------- | -------------- |
| 第1話  | 柚木さんち、   | 本郷みつる | 本郷みつる | 本郷みつる | 西川絵奈 尾井久郎                              | 2023年 10月5日 |
| 第2話  | 湊と尊         | 川崎芳樹   | 川崎芳樹   | 川崎芳樹   | 玉置敬子 太田里香                              | 10月12日       |
| 第3話  | 岳、困る       | 本郷みつる | 本郷みつる | 本郷みつる | 川村敏江                                       | 10月19日       |
| 第4話  | 隼の幸せ       | 川崎芳樹   | 川崎芳樹   | 川崎芳樹   | 西川絵奈 尾井久郎 太田里香 足立明日美 桐山染利 | 10月26日       |
| 第5話  | 宇多の恋       | 本郷みつる | 本郷みつる | 鈴木薫     | 玉置敬子 塚本歩                                | 11月2日        |
| 第6話  | 宇多、恋の行方 | 川崎芳樹   | 川崎芳樹   | 川崎芳樹   | 川村敏江 西川絵奈                              | 11月9日        |
| 第7話  | 湊、出会う     | 本郷みつる | 本郷みつる | 本郷みつる | 西川絵奈 尾井久郎                              | 11月16日       |
| 第8話  | 岳の秘密       | 川崎芳樹   | 川崎芳樹   | 川崎芳樹   | 塚本歩 玉置敬子 太田里香 田中織枝              | 11月23日       |
| 第9話  | 授業参観       | 川崎芳樹   | 川崎芳樹   | 川崎芳樹   | 川村敏江                                       | 11月30日       |
| 第10話 | 尊と、弟       | 川崎芳樹   | 川崎芳樹   | 鈴木薫     | 西川絵奈 尾井久郎 太田里香                     | 12月7日        |
| 第11話 | 隼、風邪をひく | 本郷みつる | 本郷みつる | 本郷みつる | 玉置敬子 塚本歩 田中織枝 太田里香 狩野都       | 12月14日       |
| 第12話 | 四兄弟の一日   | 川崎芳樹   | 川崎芳樹   | 川崎芳樹   | 川村敏江                                       | 12月21日       |

### 放送局
| 放送期間                                        | 放送時間                     | 放送局       | 対象地域 | 備考                                            |
| ----------------------------------------------- | ---------------------------- | ------------ | -------- | ----------------------------------------------- |
| 2023年10月5日 - 12月21日                        | 木曜 23:30 - 金曜 0:00       | AT-X         | 日本全域 | 製作参加 / CS放送 / 字幕放送 / リピート放送あり |
| 2023年10月6日 - 12月22日                        | 金曜 0:00 - 0:30（木曜深夜） | TOKYO MX     | 東京都   | 製作参加 / 字幕放送 / リピート放送あり          |
|                                                 |                              | BS11         | 日本全域 | 製作参加 / BS放送 / 『ANIME+』枠                |
| 2023年10月11日 - 12月27日                       | 水曜 2:35 - 3:05（火曜深夜） | テレビ北海道 | 北海道   |                                                 |
| 2023年10月12日 - 12月28日                       | 木曜 23:00 - 23:30           | とちぎテレビ | 栃木県   |                                                 |
| AT-Xでは2023年10月1日に第1話～第3話を先行放送。 |                              |              |          |                                                 |

| 配信開始日     | 配信時間                   | 配信サイト | 備考         |
| -------------- | -------------------------- | --- | ------------ |
| 2023年10月5日  | 木曜 23:30 更新            | U-NEXT アニメ放題 | 見放題配信   |
| 2023年10月6日  | 金曜 0:30（木曜深夜） 更新 | Rakuten TV music.jp カンテレドーガ ビデオマーケット HAPPY!動画                                                                      | レンタル配信 |
| 2023年10月8日  | 日曜 23:30 更新            | アニメタイムズ Lemino | 見放題配信   |
| 2023年10月12日 | 木曜 0:00（水曜深夜） 更新 | dアニメストア J:COMオンデマンド TELASA Milplus auスマートパスプレミアム Hulu Amazon Prime Video DMM TV FOD バンダイチャンネル ABEMA | 見放題配信   |

### BD / DVD
| 巻 | 発売日        | 収録話         | 規格品番     | 規格品番     |
| 巻 | 発売日        | 収録話         | BD           | DVD          |
| -- | ------------- | -------------- | ------------ | ------------ |
| 上 | 2024年2月16日 | 第1話 - 第6話  | EYXA-14208/9 | EYBA-14206/7 |
| 下 | 2024年2月16日 | 第7話 - 第12話 | EYXA-14212/3 | EYBA-14210/1 |

## テレビドラマ
2024年5月28日から7月18日までNHK総合「夜ドラ」枠で放送された。主演は藤原大祐。

### キャスト（テレビドラマ）

#### 柚木家
- 柚木隼  - 藤原大祐
- 柚木尊 - 大野遥斗[39]
- 柚木湊 - 山口暖人[39]
- 柚木岳 - 永瀬矢紘[39]

#### 霧島家
- 霧島咲 - 臼田あさ美[40]
- 霧島宇多 - 泉有乃[40][41]
- 霧島和歌 - 七瀬瑠斗[40][42]
- 霧島虎次郎(12話では霧島龍次郎も演じる) - イッセー尾形[40]

#### 四兄弟の両親
両親ともに2年前の事故で亡くなっている。
- 柚木春一 - 杉浦太陽[40]
- 柚木千恵子 - 山口紗弥加[40]

#### 四兄弟の周囲の人々
- 宮本大樹（隼の幼なじみ） - 前田旺志郎[40]
- 柚木夏次郎（父方の叔父） - 中島歩[40]
- 柚木朱鷺子（夏次郎の妻） - 菊池明明
- 柚木勲（父方の祖父） - 平田満

#### 隼の同僚
- 矢代幡駿 - 森永悠希[40]
- 花岡真弓 - 清水くるみ[40]
- 秋山健太 - アタック西本（ジェラードン）[40]
- 近江普一 - 斉藤陽一郎[40]

#### ゲスト
- 玲菜 - 片岡凜（第6話、第7話に出演）
- 市川先生 - 平原テツ（第8話に出演）
- 天原桜 - 星乃あんな（第13話、第14話、第15話、第23話に出演）
- 天原椿 - 一色香澄（第13話、第14話、第15話、第23話に出演）
- ちーちゃん - 早瀬憩（第20話に出演）
- バイト先の喫茶店に来る常連客「三番さん」 - 松本怜生（第20話に出演）
- 理久 - 竹財輝之助（第21話に出演）
- 海津正義 - 辰巳琢郎（第26話に出演）

#### 同級生 (中学1年)
- 二階堂悠真 - 山城琉飛
- 森田卓 - 原田琥之佑
- 早野芽衣 - 梶原叶渚
- 藤原聖
- 矢部俐帆
- 長谷侑里
- 森永怜杏
- 佐藤来未登
- 高橋和心
- 溝口凛瞳
- 西田一咲
- 小島光琉
- 石野花呼
- 川端夏奈

### スタッフ（テレビドラマ）
- 原作 - 藤沢志月
- 脚本 - 荒井修子[39]
- 音楽 - 王舟[39]
- 演出 - 瀬田なつき、伊野部陽平、玉澤恭平、菊池俊次[39]
- 制作統括 - 三本千晶（テレパック）、樋渡典英（NHKエンタープライズ）、渡辺悟（NHK）[39]
- プロデューサー - 北林督世（テレパック）[39]

### 放送日程
| 週    | 放送日  | 回 | 演出       |
| ----- | ------- | -- | ---------- |
| 第1週 | 5月28日 | 1  | 瀬田なつき |
| 第1週 | 5月29日 | 2  | 瀬田なつき |
| 第1週 | 5月30日 | 3  | 瀬田なつき |
| 第1週 | 5月30日 | 4  | 瀬田なつき |
| 第2週 | 6月03日 | 5  | 瀬田なつき |
| 第2週 | 6月04日 | 6  | 瀬田なつき |
| 第2週 | 6月05日 | 7  | 瀬田なつき |
| 第2週 | 6月06日 | 8  | 瀬田なつき |
| 第3週 | 6月10日 | 9  | 伊野部陽平 |
| 第3週 | 6月11日 | 10 | 伊野部陽平 |
| 第3週 | 6月12日 | 11 | 伊野部陽平 |
| 第3週 | 6月13日 | 12 | 伊野部陽平 |
| 第4週 | 6月17日 | 13 | 玉澤恭平   |
| 第4週 | 6月18日 | 14 | 玉澤恭平   |
| 第4週 | 6月19日 | 15 | 玉澤恭平   |
| 第4週 | 6月20日 | 16 | 玉澤恭平   |
| 第5週 | 6月24日 | 17 | 瀬田なつき |
| 第5週 | 6月25日 | 18 | 瀬田なつき |
| 第5週 | 6月26日 | 19 | 瀬田なつき |
| 第5週 | 6月27日 | 20 | 瀬田なつき |
| 第6週 | 7月01日 | 21 | 菊池俊次   |
| 第6週 | 7月02日 | 22 | 菊池俊次   |
| 第6週 | 7月03日 | 23 | 菊池俊次   |
| 第6週 | 7月04日 | 24 | 菊池俊次   |
| 第7週 | 7月08日 | 25 | 瀬田なつき |
| 第7週 | 7月09日 | 26 | 瀬田なつき |
| 第7週 | 7月10日 | 27 | 瀬田なつき |
| 第7週 | 7月11日 | 28 | 瀬田なつき |
| 第8週 | 7月15日 | 29 | 瀬田なつき |
| 第8週 | 7月16日 | 30 | 瀬田なつき |
| 第8週 | 7月17日 | 31 | 瀬田なつき |
| 第8週 | 7月18日 | 32 | 瀬田なつき |

- 5月27日は北朝鮮によるミサイル発射に伴う緊急ニュースのため、途中で休止[43]。第1話の放送は5月28日に変更。
- 第3話と第4話は2話分連続で放送。

| NHK総合 夜ドラ                              | NHK総合 夜ドラ                                   | NHK総合 夜ドラ |
| 前番組                                      | 番組名                                           | 次番組 |
| ------------------------------------------- | ------------------------------------------------ | --- |
| VRおじさんの初恋 （2024年4月1日 - 5月23日） | 柚木さんちの四兄弟。 （2024年5月28日 - 7月18日） | 星新一の不思議な不思議な短編ドラマ（第3弾） （2024年9月16日 - 9月19日） ※8月26日から9月12日まで第1、2弾のアンコール実施 |